# Lázár Ödön
Lázár Ödön (született Schwarz) (Érd, 1873. július 17. – Budapest, 1946. augusztus 1.) színházi titkár, rendező, színházigazgató.

## Élete
Schwarz Fülöp és Neumann Mini gyermekeként született. Eleinte banktisztviselő volt, majd Budapesten Szabó Imre későbbi tiszti főügyész társaságában színházi lapot szerkesztett, majd aradi hírlapok munkatársa volt. 1898-ban Leszkay András Kassára szerződtette helyettes igazgatónak. Munkaköre azonban a szép cím ellenére sem elégítette ki, mire Makó Lajos, a buda—temesvári színház igazgatója, titkárának szerződtette, de egyben rendező is volt. Itt két évet töltött. 1900 és 1903 között Janovics Jenőnél volt titkár és rendező Szegeden. 1903-ban Beöthy László a megnyíló Király Színházhoz szerződtette titkárnak. 1907-ben pedig a Magyar Színház titkára volt. 1913. április 1-jén a Király- és a Magyar Színház helyettes igazgatójává nevezték ki. 1914-ben a Magyar Színház nyugdíjintézete megalapítása körül élénk tevékenységet fejtett ki. 1918-ban az Unió Színházak ügyvezető igazgatója lett, 1925. július 28-ától a Király Színház bérlője és művészeti igazgatója 1932-ig.
Lázár Ödön elsőrendű szakértőnek bizonyult a színház adminisztrálási ügyeiben. Nagyszerű hozzáértése, páratlan agilitása, fáradságot nem kímélő munkássága a színházak történetében korszakosnak mondható. 
Házastársa Fábián Cecília színésznő volt, akivel 1914. február 20-án kötött házasságot Budapesten, az Erzsébetvárosban.
A Kozma utcai izraelita temetőben nyugszik.